# All About Apple
All About Apple (lett. "tutto sull'Apple"), chiamato anche All About Apple Museum, è un museo dedicato all'azienda informatica Apple, il più fornito del mondo sull'argomento, contenente praticamente tutta la produzione di personal computer, periferiche, accessori, prototipi Apple dagli albori del 1976 fino ai giorni nostri.
L'esposizione permanente è situata a Savona, in Piazza De André, nel cuore della vecchia darsena.
Il museo è gestito dall'associazione di volontariato All About Apple ONLUS e si mantiene anche grazie al sostegno della Fondazione De Mari.

## Storia
Nel 2002, in seguito al ritrovamento di una considerevole quantità di materiale Apple in un magazzino dismesso del rivenditore ligure Briano Multimedia, Alessio Ferraro ottenne in regalo questo materiale dal nuovo gestore dell’azienda. Ferraro decise così, in collaborazione con l’amico William Ghisolfo, di realizzare un museo pubblico. La prima esposizione venne realizzata nell'abitazione dei genitori di Ferraro.
I gestori si organizzarono come associazione senza scopo di lucro, con l'obiettivo di raccogliere una collezione esaustiva, e questo incentivò molti collezionisti dall'Italia e dall'estero a donare il proprio materiale.
Con la crescita della notorietà dell'iniziativa le donazioni crebbero esponenzialmente, decuplicando il patrimonio iniziale del museo. Nel maggio 2005 venne quindi inaugurata la prima sede pubblica del museo, all'interno della scuola media Peterlin di Quiliano. Poco dopo l'apertura il museo ottenne il riconoscimento spontaneo e ufficiale della stessa Apple.
Dal 28 novembre 2015 il museo è stato trasferito presso la nuova e più ampia sede nella vecchia darsena di Savona. La sede è in stile Apple Store e si trova presso il terminale di sbarco delle crociere, potendo così contare sul passaggio di molti potenziali visitatori di fronte.
Anche il magazzino divenne insufficiente e una nuova collocazione per il deposito non visitabile è stata fornita dal Comune di Savona, con 300 m² di superficie e 10 m di altezza. Tuttavia sia l'area espositiva, sia il magazzino, continuano a essere insufficienti per l'enorme quantità di materiale e ci sono difficoltà ad accettarne altro.
Una donazione particolarmente importante è giunta da un collezionista di Boston trasferitosi in Finlandia. Il donatore ha inviato a proprie spese un intero container, via mare dagli USA e poi via TIR dalla Finlandia.

## Contenuti

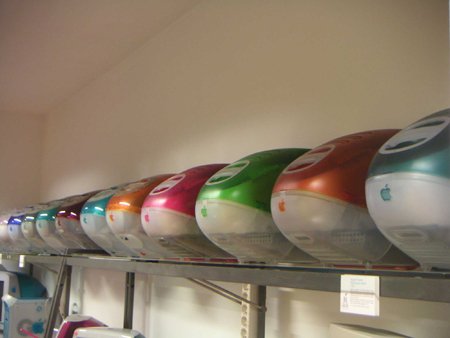
Una fila di iMac G3 esposti al museo

Il patrimonio è costituito da oltre 10.000 pezzi, in gran parte non esposti, tra cui personal computer, prototipi e oggetti di culto, monitor, stampanti, altre periferiche (tastiere, mouse, floppy disk drive, dischi rigidi, accessori vari), manuali, brochure, poster, titoli di software in cd-rom e floppy disk, package, spille e altro.
I pezzi esposti sono riparati, accesi, funzionanti e utilizzabili dai visitatori.
Nella parte normalmente non esposta della collezione sono presenti anche macchine di marche diverse da Apple, come Commodore, Atari e Olivetti, risalenti dall'era precedente all'affermazione dei PC.